# Archivemount

archivemount — файловая система, основанная на FUSE для работы с архивами (например, tar, tar.gz, tar.bz2) как с обычным каталогом. Это делает доступ к содержанию архива абсолютно прозрачным для других программ.
Последняя версия 0.8.9 от 22 февраля 2018, страница загрузки https://web.archive.org/web/20171222014131/http://www.cybernoia.de/software/archivemount/